# Cara (isola)
Cara (in lingua gaelica scozzese: Cara, pronunciato /kʰaɾə/) è una piccola isola situata al largo della costa occidentale del Kintyre, in Scozia.

## Geografia ed etimologia

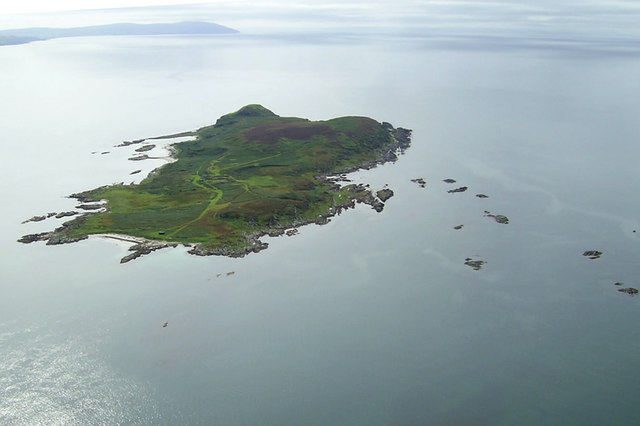
Cara dall'aereo

Cara si trova a 1 km a sud di Gigha; è accessibile da quest'ultima, con l'ausilio di una imbarcazione locale. La migliore prospettiva dell'isola dalla terraferma si ha dalla spiaggia opposta alla fattoria Beachmenach, circa a metà strada tra Tayinloan e Muasdale.
Il nome proprio "Cara" in gaelico ha un significato identico all'italiano, ed è un nome femminile molto popolare localmente e in Scozia in generale.

## Storia

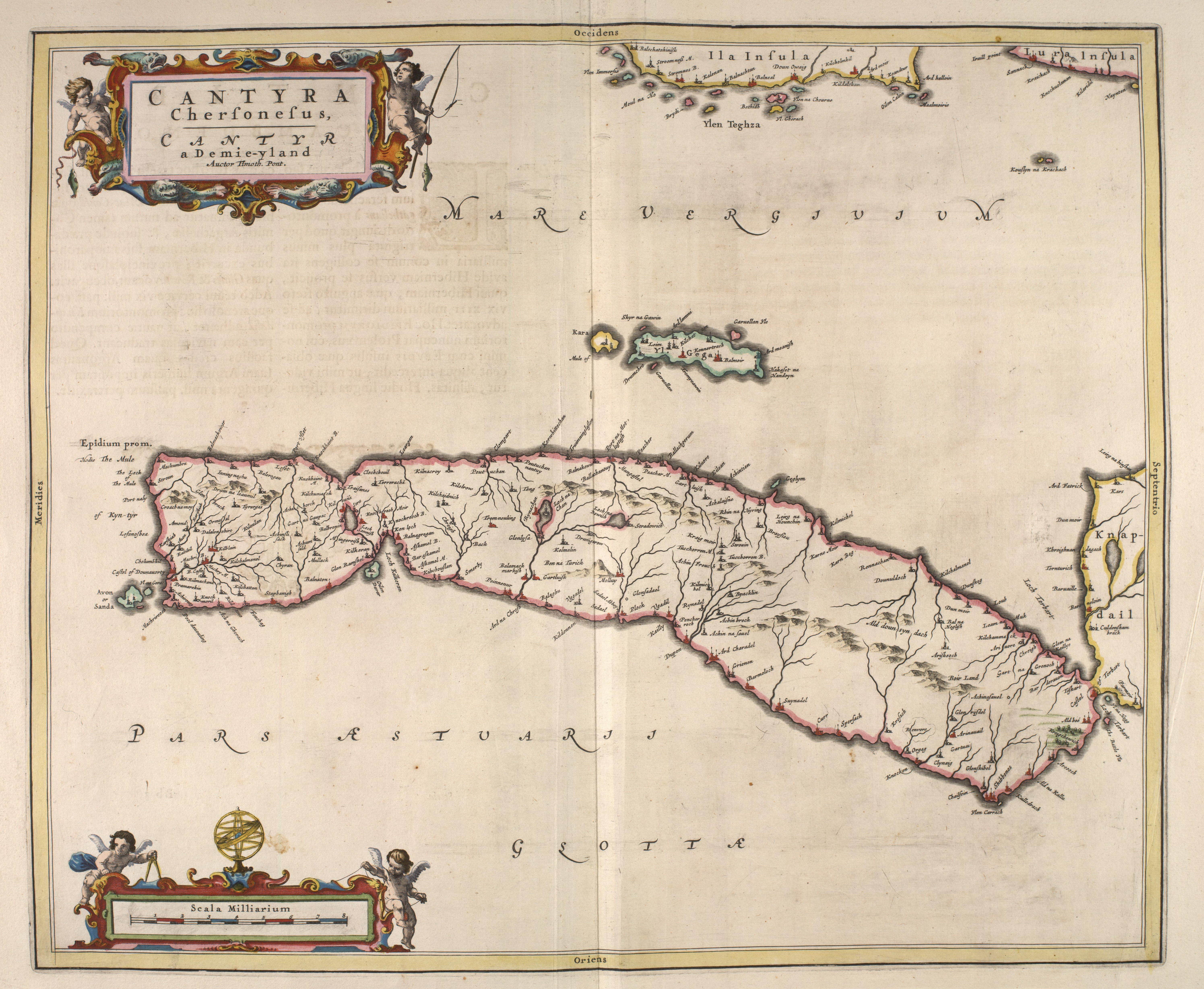
Atlante della Scozia del 1654 di Joan Blaeu, con Gigha e Cara al centro. La mappa è orientata con l'ovest in alto.

Cara è posseduta da Mr MacDonald Lockhart di Kintyre ed è considerata l'unica isola ancora in possesso di un diretto discendente del Signore delle Isole.
L'unico edificio abitabile dell'isola è Cara House, che è attualmente in stato di abbandono.
L'imbarcazione Aska affondò il 22 settembre 1940 sulle rocce a nord-ovest dell'isola dopo essere stata colpita dai bombardieri tedeschi.